# Thyrioclostera trespuntada
Thyrioclostera trespuntada är en fjärilsart som beskrevs av Paul Dognin 1894. Thyrioclostera trespuntada ingår i släktet Thyrioclostera och familjen silkesspinnare. Inga underarter finns listade i Catalogue of Life.